# Amtsgericht Darkehmen
Das Amtsgericht Darkehmen war ein preußisches Amtsgericht mit Sitz in Darkehmen, Ostpreußen.

## Geschichte
Das königlich preußische Amtsgericht Darkehmen wurde mit Wirkung zum 1. Oktober 1879 als eines von sechs Amtsgerichten im Bezirk des Landgerichtes Insterburg im Bezirk des Oberlandesgerichtes Königsberg gebildet. Der Sitz des Gerichtes war Darkehmen. Aufgehoben wurde das Kreisgericht Darkehmen. Sein Gerichtsbezirk umfasste den Kreis Darkehmen. Am Gericht bestanden 1888 drei Richterstellen. Das Amtsgericht war damit das kleinste Amtsgericht im Landgerichtsbezirk.
Im Jahre 1945 wurde der Amtsgerichtsbezirk unter sowjetische Verwaltung gestellt und die deutschen Einwohner vertrieben. Damit endete auch die Geschichte des Amtsgerichtes Darkehmen. 